# دودج رام
دودج رام (بالإنجليزية: Dodge Ram)‏، هي شاحنة نصف نقل أمريكية أنتجها شركة دودج، بدأت صناعتها عام 1981م باسم دودج دي/دبليو ، وفي عام 1993م أنتجت سيارة دودج رام من نوع بي آر وأيضا بي أي ، ومنذ عام 2009م، أنتجت دودج سيارة شاحنة خفيفة من نوع دي إس ونوع آخر دي جاي.
تعدّ دودج رام من الشاحنات العصرية اللتي تمتاز بالفخامة والقوة وتحظى بمبيعات جيدة في السوقين الخليجي والأمريكي وهي دائما وستظل افضل وأقوى من منافسها الأول Ford F-150.

## معرض صور

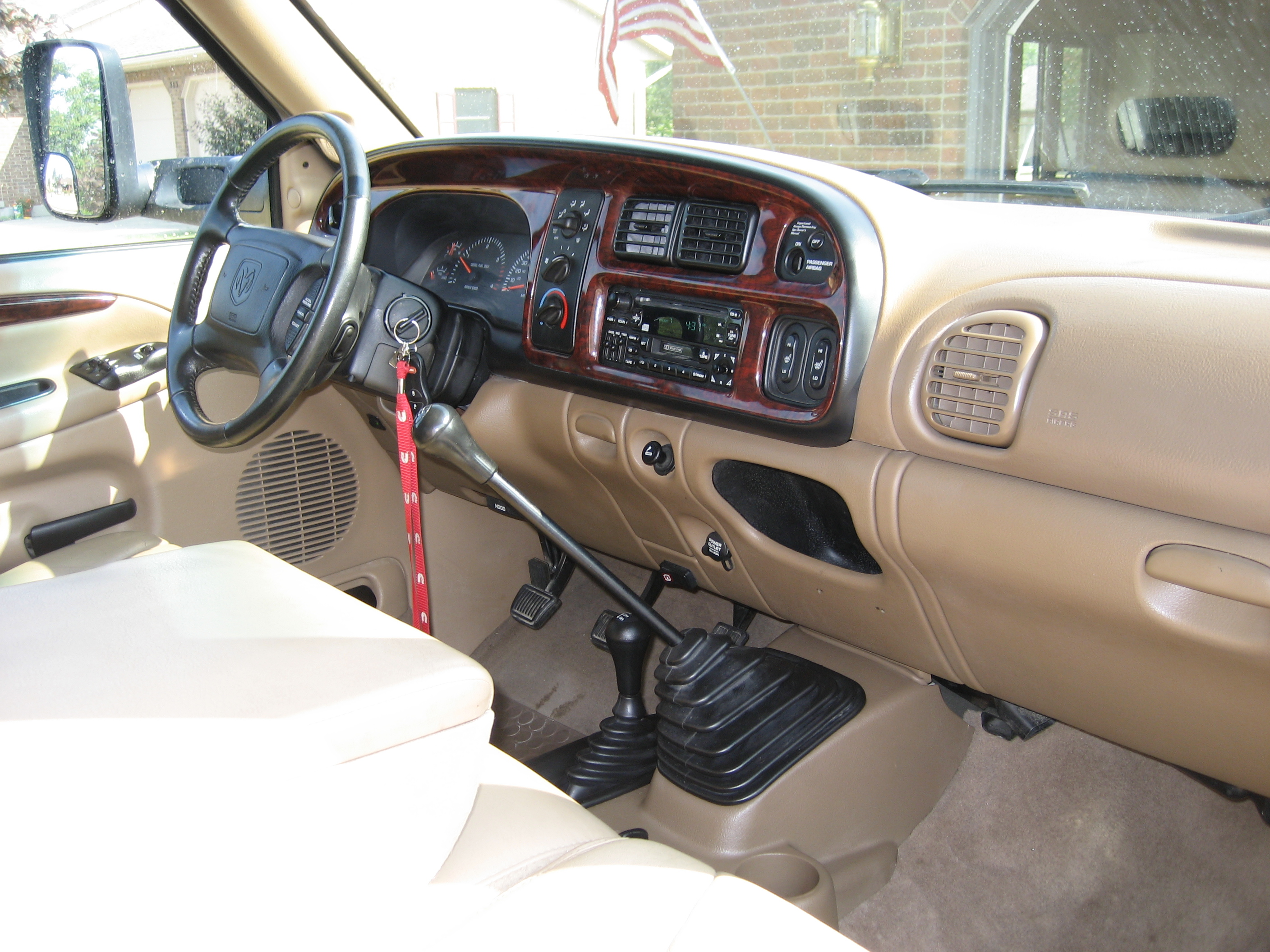
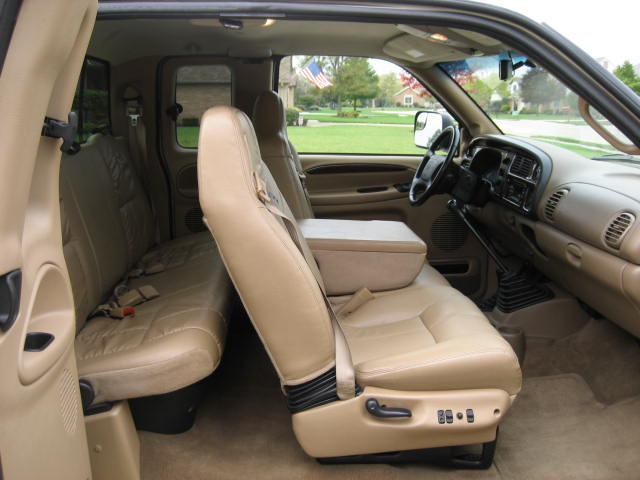
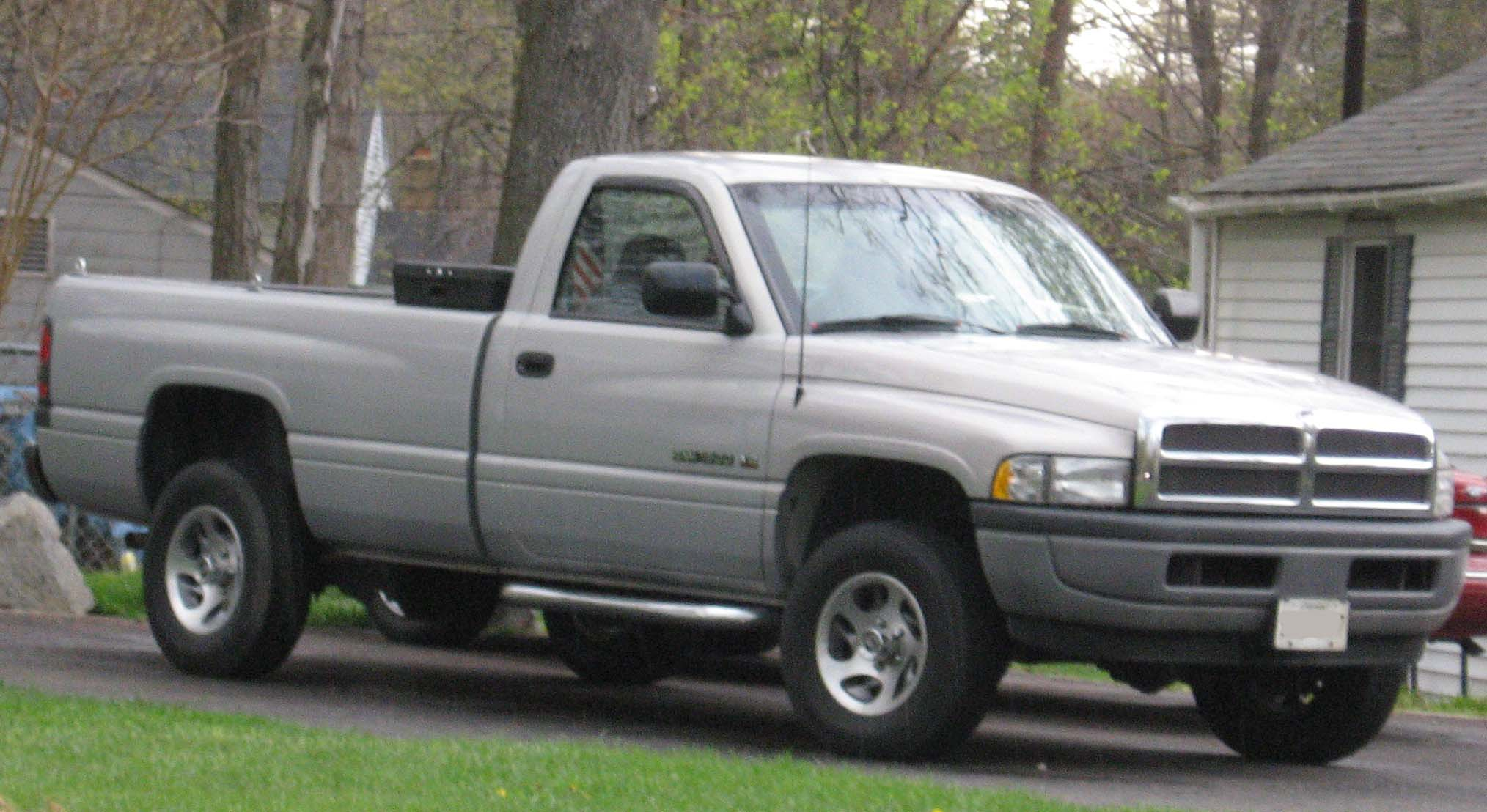
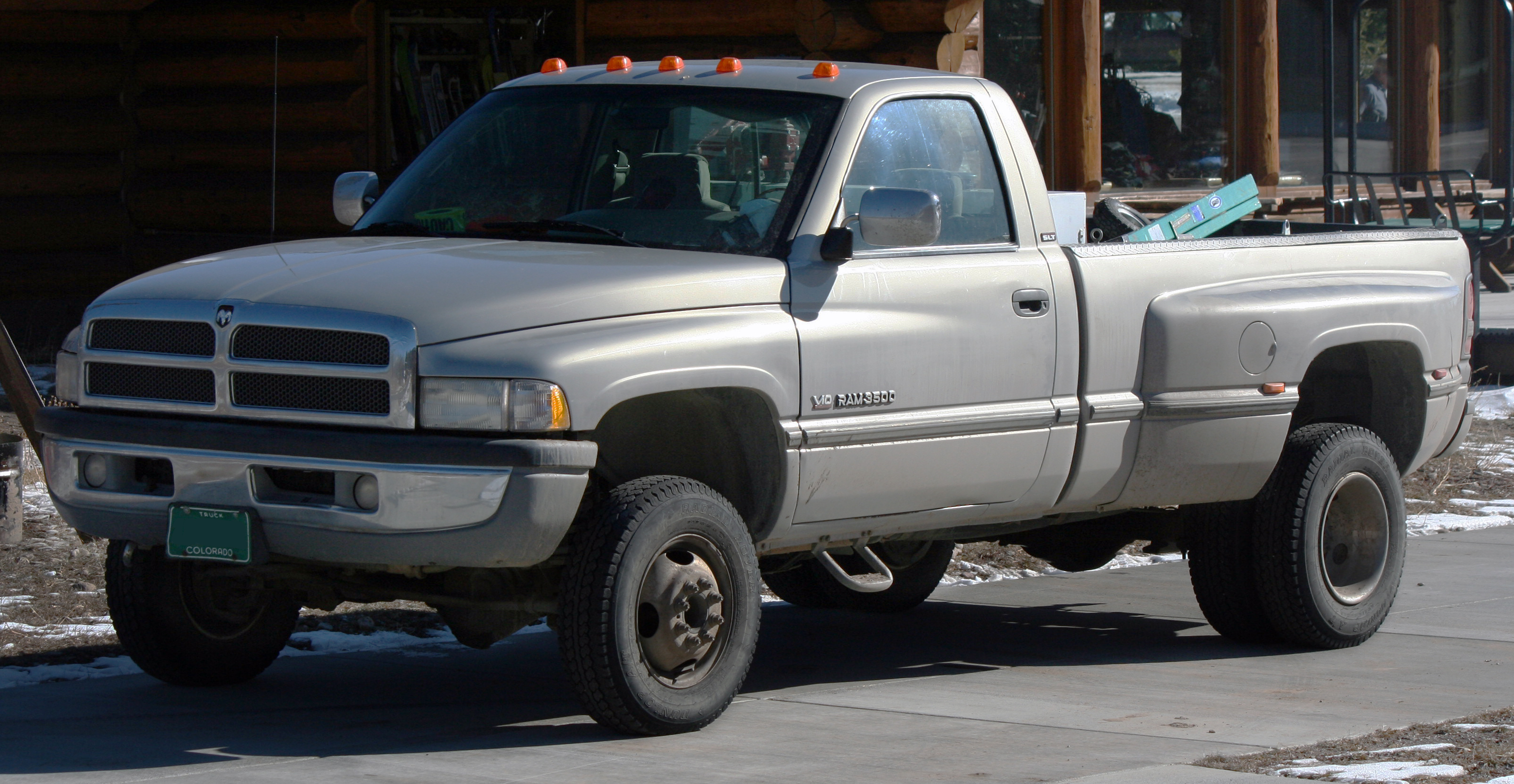
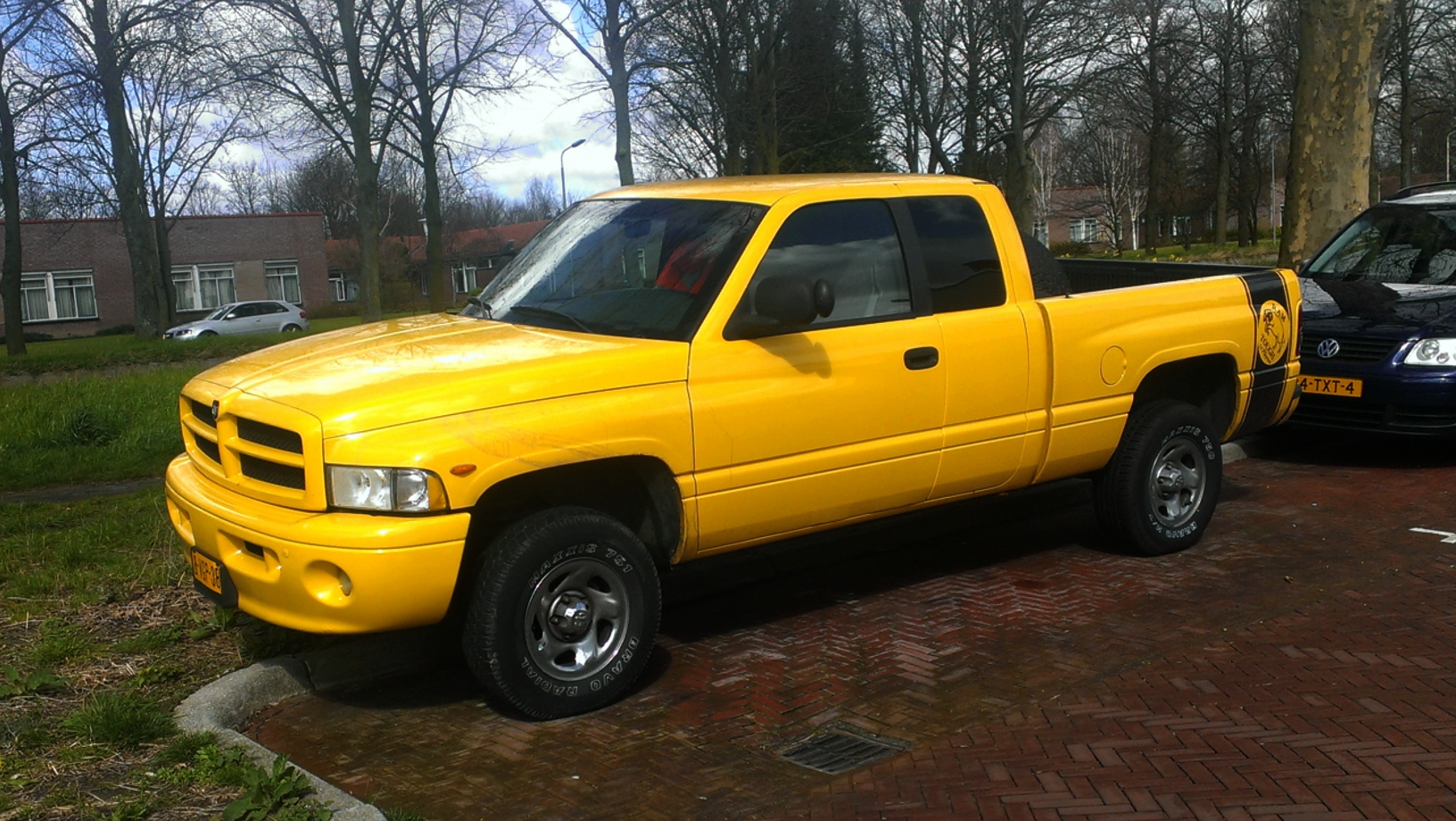